# Above and Beyond
Above and Beyond is een Amerikaanse film uit 1952 van Melvin Frank en Norman Panama met in de hoofdrollen Robert Taylor, Eleanor Parker en James Whitmore
De film is gebaseerd op gebeurtenissen rondom de missie van kolonel Paul Tibbets Jr., de piloot van de B-29 bommenwerper Enola Gay die op 6 augustus 1945 de atoombom op Hiroshima (Japan) dropte. Hoewel de film niet overal historisch accuraat is, wordt de missie van de Enola Gay historisch verantwoord weergegeven. Above and Beyond is geen gedramatiseerde documentaire, maar een speelfilm waarin wordt getracht om weer te geven hoe piloten van atoombommenwerpers moeten omgaan met aan de ene kant hun missie en hun geweten en aan de andere kant hun gezinsleven.
De film was een succes in de bioscopen. Om de film te promoten verscheen hoofdrolspeler Robert Taylor samen met de echte kolonel Tibbets zelfs op televisie. Studio MGM was daar aanvankelijk niet blij mee (de televisie was in de jaren vijftig een geduchte concurrent van de bioscoop), maar ging overstag door het positieve effect op het bioscoopbezoek.

## Verhaal
Het is 1945, op het vliegveld van Washington D.C. wacht Lucey Tibbets op haar man, luitenant-kolonel Paul Tibbets van de Amerikaanse luchtmacht. Haar man heeft een groot aantal missies gevlogen in Noord-Afrika en het Middellandse Zeegebied en keert nu terug naar de Verenigde Staten om nieuwe vliegtuigen te testen. Zijn nieuwe commandant generaal-majoor Brent heeft Tibbets al verteld dat tests van de nieuwe B-29 bommenwerpers niet zonder gevaar zijn. Om elke afleiding te voorkomen raadt Brent zijn nieuwe testpiloot aan om zijn gezin niet over te laten komen naar de basis in Wichita. Als Tibbets zijn vrouw ziet op het vliegveld omhelst hij haar en geeft zijn traditioneel cadeau, een flesje parfum verpakt in een papieren zak met een paars lintje. Lucey is teleurgesteld als ze hoort dat ze Paul maar kort kan zien, maar ze legt zich erbij neer.
Na een korte familiebijeenkomst vertrekt Tibbets naar Colorado Springs naar Brent. Daar hoort Paul dat hij is uitverkoren voor een uiterst belangrijke opdracht. Voordat hij echter meer te horen krijgt, wijst Brent op een zoemer. Hij vraagt Frank om op de zoemer te drukken als hij daarmee de oorlog kan beëindigen, miljoenen levens kan redden, maar tegelijk honderdduizend mensen moet doden. Even aarzelt Tibbets, maar dan drukt hij op de zoemer. Hij wordt nu door Brent meegenomen naar Los Alamos in New Mexico. Hier ontmoet hij een aantal medewerkers van het Manhattanproject, de mannen die de atoombom ontwikkeld hebben. Tibbets hoort dat hij is uitverkoren om de eerste atoombom boven Japan te droppen. Het project is strikt geheim en Tibbets wordt geacht er op toe te zien dat er niets uitlekt. Hoewel Paul moeite heeft met het feit dat hij burgers moet doden, gaat hij toch aan het werk en stelt een bemanning samen. Hij eist het uiterste van deze mannen en krijgt al snel de naam een uitsloverige officier te zien die de discipline tot het uiterste drijft. De basis waar alles wordt voorbereid is Wendover in Utah. Om te voorkomen dat er roddels en speculaties ontstaan rondom een 'geheime basis', probeert de leiding te doen alsof Wendover een gewone luchtmachtbasis is. Het personeel woont samen met hun gezinnen op de basis. Het wordt Paul echter afgeraden om hetzelfde te doen om te voorkomen dat de inmiddels zwangere Lucey, hem te veel zal afleiden. Als Lucey echter bevalt van haar tweede kind laat Tibbets zijn gezin toch overkomen. Het is echter geen gelukkig weerzien. Tibbets staat onder grote druk om zijn bemanning en de B-29 te prepareren voor de atoombom en ze herkent haar man bijna niet meer. Ze haat het als Paul mannen straft voor inbreuken op de geheimhouding en discipline. Als Lucey tot over maat van de ramp een keer een opmerking maakt over 'alle onschuldige kinderen die zijn gestorven in bombardementen', slaat Paul haar zelfs. Terwijl het huwelijk van Paul en Lucey op springen staat, verloopt het B-29 project juist voorspoedig. Tibbets kan Brent melden dat hij en zijn bemanning klaar zijn om in actie te komen. Voordat Paul echter kan vertrekken, krijgt hij slaande ruzie met Lucey omdat ze probeerde er achter te komen hoe belangrijk zijn werk is. Hij stuurt haar direct terug naar Washington. Hijzelf vertrekt met zijn bemanning naar het eiland Tinian in de Stille Oceaan. Het is 5 augustus en Tibbets weet dat hij morgen naar Japan zal vliegen. Hij kan niet slapen en schrijft een brief aan Lucey en een aan zijn moeder Enola Gay over zijn gewetensbezwaren om zoveel mensen te moeten doden. Niet lang daarna doopt hij de B-29 'Enola Gay'. Als de B-29 vertrekt, kan Tibbets zijn bemanning eindelijk vertellen wat de missie in zal houden. De vlucht verloopt voorspoedig en om kwart over acht 's morgen dropt de Enola Gay de bom, bijgenaamd Little Boy. Iedereen is diep onder de indruk over de gevolgen van de explosie. Als de bemanning terugkomt in de Verenigde Staten is Lucey ervan overtuigd dat haar huwelijk voorbij is. Maar als Paul haar ziet en naar haar toe loopt, heeft hij weer zijn traditionele cadeau bij zich: het parfumflesje in de papieren zak.

## Rolverdeling

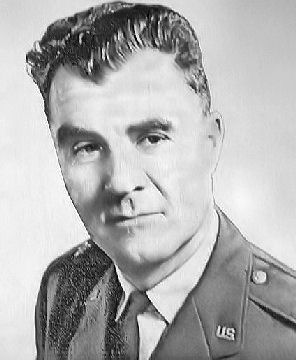
De echte Paul W. Tibbets

| Acteur         | Personage                       |
| -------------- | ------------------------------- |
| Robert Taylor  | Kolonel Paul Tibbets Jr.        |
| Eleanor Parker | Lucey Tibbets                   |
| James Whitmore | Generaal-majoor Uanna           |
| Larry Keating  | Generaal-majoor Vernon C. Brest |
| Stephen Dunne  | Majoor Harry Bratton            |

## Achtergrond

### Scenario
Uitgangspunt van het scenario was niet het afwerpen van de atoombom maar het hoge aantal echtscheidingen bij piloten en bemanningsleden van atoombommenwerpers begin jaren vijftig. Veel echtscheidingen waren het gevolg van opspelende gewetens van piloten die klaarstonden om atoombommen af te werpen. Generaal Curtis LeMay, commandant van de Strategic Air Command (SAC) wilde een speelfilm initiëren die de problemen waar de bemanning mee worstelde zou laten zien om daarmee het moreel op te krikken. Hij besprak het idee met scenarioschrijver Beirne Lay, Jr., tevens reserve-kolonel bij de Amerikaanse luchtmacht. Lay zag mogelijkheden en stelde voor om de ervaringen van kolonel Paul Tibbets te gebruiken. Het verhaal van de piloot die worstelde met zijn geweten, maar toch de atoombom afwierp kon model staan voor alle latere piloten van atoombommenwerpers. Lay schreef een synopsis en liet het scenario uitwerken door Norman Panama en Melvin Frank. Hoewel Frank en Panama redelijk dicht bij de werkelijke gebeurtenissen bleven, werd het verhaal voor het dramatische effect wat aangedikt. De vlucht naar Hiroshima liep bijvoorbeeld in het echt zonder problemen, maar in de film krijgt de bemanning te maken met turbulentie. Dat non-fictie soms ongeloofwaardiger is dan fictie blijkt uit het verhaal dat Lucey Tibbets op de basis Windover een man in een witte jas vroeg om naar haar verstopte gootsteen te kijken. Haar man had haar verteld dat de mannen in witte jassen verantwoordelijk waren voor het sanitair en riolering op de basis. In werkelijkheid stond een van de atoomgeleerden van Los Alamos de gootsteen van de familie Tibbets te ontstoppen.

### Acteurs
Robert Taylor was de logische keuze voor de rol van Tibbets. Beide mannen leken fysiek op elkaar en Taylor had bovendien ervaring als piloot. Voor het maken van de film Flight Command (1940) had hij leren vliegen en hij was er op gebrand de rol te spelen. In de film doet hij bijna al zijn stunts zelf. Taylor was zo trots op zijn prestatie dat hij samen met Tibbets in de show van Ed Sullivan op televisie verscheen om de film te promoten. Iets wat begin jaren vijftig een unicum was en tegen het zere been van MGM. De filmstudio's zagen televisie als een concurrent en (nog) niet als promotiemiddel.

### Productie
De filmmakers vroegen Tibbets als technisch adviseur van de film. Tibbets weigerde omdat hij zich te betrokken voelde om objectief te zijn. Op zijn advies werden Charley Begg, commandant van het nucleaire onderhoudssquadron en Charles Sweeney, piloot van de bommenwerper die de atoombom op Nagasaki wierp, aangetrokken. A. Arnold Gillespie and Warren Newcombe waren verantwoordelijk voor de speciale effecten. Ze maakten een uitputtende studie van de voorbereidingen voor het afwerpen van de bom en het afwerpen zelf. Een later veel gekopieerd effect was het wit worden van het interieur na de explosie. Niet alles werd door het team Speciale Effecten gedaan. De beelden van het afwerpen van de atoombom die in de film te zien zijn, zijn afkomstig van de MGM-film The Beginning or the End uit 1947. Deze film laat de ontwikkeling en het afwerpen van de eerste atoombommen zien. De opnames van de testvluchten van de B-29 bij Wichita werden gemaakt in bergachtig terrein met woestijnen. Dit laat duidelijk zien dat de film niet is opgenomen bij Wichita (Kansas), waar geen bergen of woestijnen zijn.

## Historische betrouwbaarheid

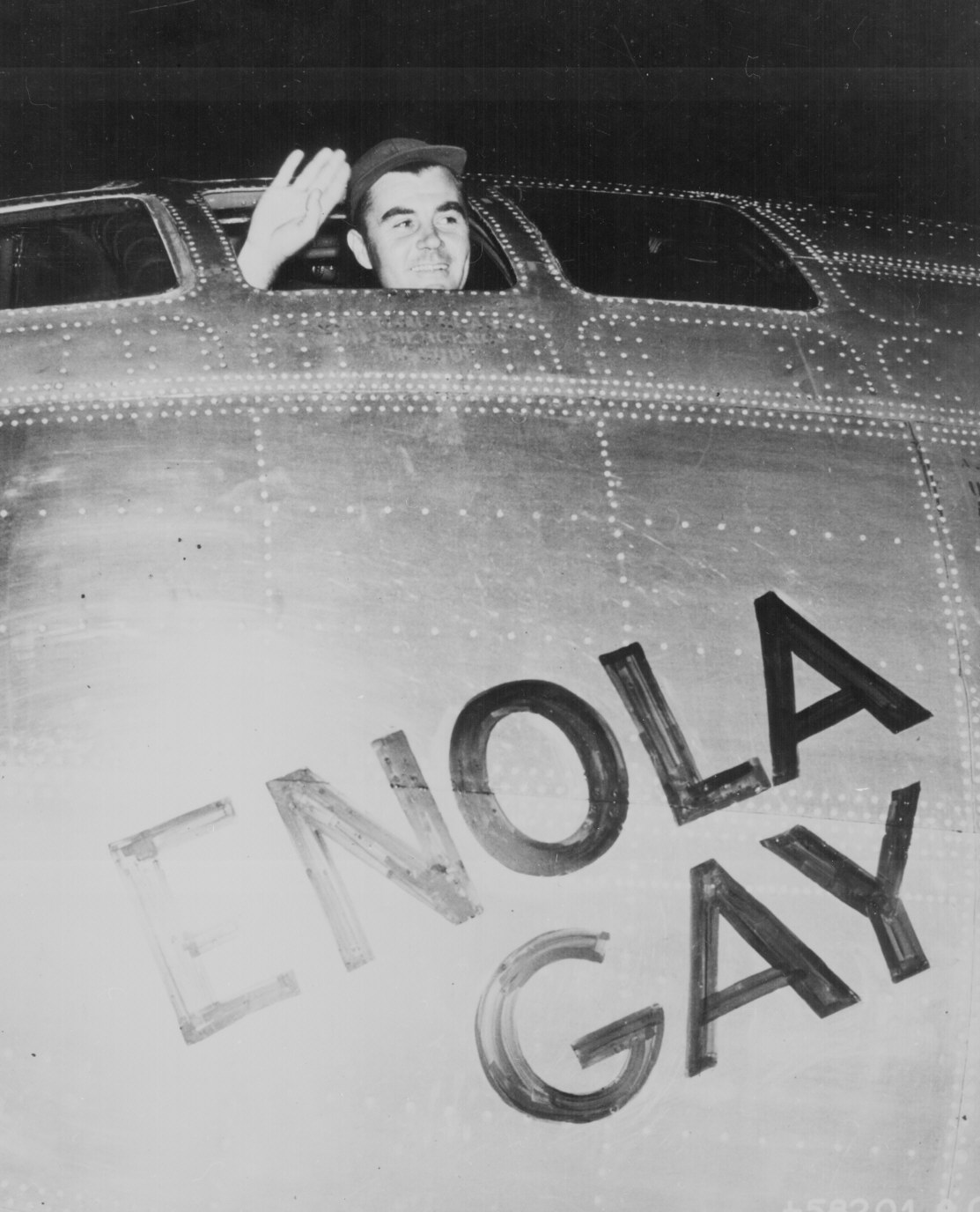
Paul Tibbets in de Enola Gay

Hoewel de filmmakers probeerden om een betrouwbaar beeld te geven van de gebeurtenissen rond het afwerpen van de atoombom, zijn er toch een aantal foutjes ingeslopen. In de film is bijvoorbeeld te zien dat de grondploeg "Little Boy" op een trolley over de grond naar het vliegtuig duwt. De bom was echter zo groot dat hij nooit op de normale manier kon worden geladen. In werkelijkheid lag "Little Boy" in een betonnen put en werd de Enola Gay naar de bom toegebracht. De bom die in de film uit het vliegtuig valt is niet "Little Boy", maar een Britse Tallboyatoombom. Een Tallboy ziet eruit als een kogel, terwijl "Little Boy" een stompe neus had en eruitzag zag als een brood. Andere foutjes betreffen het gebruik van toestellen. In een van de scènes stort de B-29 van Tibbets neer. In de film is het gebruikte toestel echter geen B-29 maar een B-17. Tibbets keert in de VS terug in een DC-6. Een DC-6 werd echter pas in 1946 ingezet, een jaar na de terugkeer van Tibbets. In de film is de naam "Enola Gay" geschilderd onder het raam van de co-piloot aan de rechterkant. In werkelijkheid was dat aan de linkerkant, aan het raam bij Tibbets. Hoewel Tibbets en zijn bemanning echt hebben bestaan, zijn een aantal andere personages fictief. Zo heeft generaal-majoor Brent nooit bestaan, zijn personage is gebaseerd op de commandant van de Colorado luchtmachtbasis, generaal-majoor Uzal Ent. Ook maken de scenaristen zich schuldig aan onnauwkeurigheden bij feiten rondom het afwerpen van de bom. Zo stelt Tibbets in de film dat de bom moet exploderen op een hoogte van 1600 voet om effectief te zien, de echte explosie was echter op 1900 voet. De film kreeg overigens de officiële goedkeuring van de luchtmacht.

## Prijzen
De film kreeg twee Oscarnominaties, een voor de muziek voor Hugo Friedhofer en een voor beste verhaal Beirne Lay, Jr. Geen van de nominaties werd verzilverd.

## Nieuwe versie
In 1980 werd een nieuwe versie gemaakt voor televisie, onder de titel Enola Gay: The Men, the Mission, the Atomic Bomb onder regie van David Lowell Rich met Patrick Duffy als Tibbets.